# Passepartout
Pour les articles homonymes, voir Passe-partout.

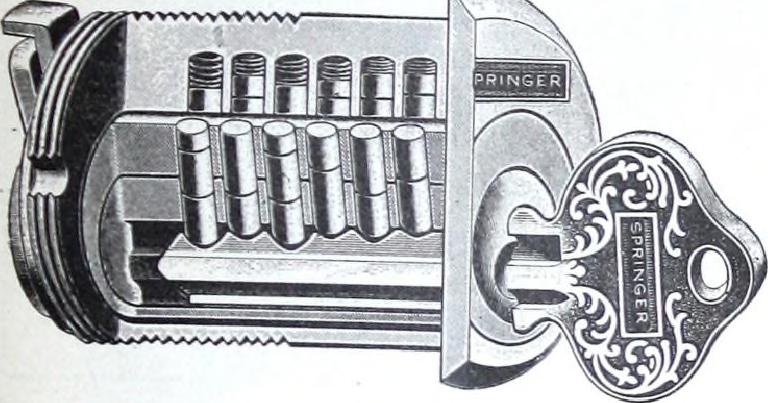
Vue de coupe d'un passepartout ouvrant une serrure

Un passepartout (ou passe-partout) est une clé permettant d'ouvrir de nombreuses serrures, idéalement n'importe laquelle d'entre elles.
Très utilisés pour des serrures simples (serrure à garnitures, serrure à gorges) ils sont désormais plus rares. En effet, les serrures à goupilles, standard d'aujourd'hui, peuvent être positionnées dans plusieurs millions de configurations (cependant certains jeux de crochets fonctionnent encore selon le principe qui veut que « l'un d'eux sera le bon »).
Les plus connus restent les fameuses « clefs squelette » ; certaines personnes disent que certaines de ces clefs ont été créées par Antoine Rossignol pour Louis XIV et qu'elles étaient censées ouvrir toutes les serrures du royaume[réf. nécessaire].
Elles servent, par exemple, aux facteurs pour déposer des colis qui ne passent pas par l'ouverture standard pour les enveloppes. Elles sont également appelé clé Pass PTT.